# Sergei Dryagin
Sergei Valeryevich Dryagin (tiếng Nga: Серге́й Валерьевич Дрягин; sinh ngày 15 tháng 11 năm 1987) là một cầu thủ bóng đá người Nga. Anh thi đấu cho F.K. Torpedo Vladimir.